# アーロン・ゴードン
アーロン・アディソン・ゴードン（Aaron Addison Gordon, 1995年9月16日 - ）は、アメリカ合衆国カリフォルニア州サンノゼ出身のプロバスケットボール選手。NBAのデンバー・ナゲッツに所属している。ポジションはパワーフォワード、スモールフォワード。愛称はスラムダンクコンテストで50点満点を連発したことから、ミスター50。

## 来歴

### カレッジ
アリゾナ大学では1年生から活躍し、パシフィック12カンファレンス（PAC-12）の有力選手として活躍。1年間プレーしただけで2014年のNBAドラフトにアーリーエントリーを表明した。

### オーランド・マジック
ドラフトでは全体4位という高評価でオーランド・マジックから指名された。期待された1年目のシーズンは、2014年11月16日のワシントン・ウィザーズ戦で左足を骨折するという重傷を負い、2カ月を欠場。結局45試合の出場に止まり、平均5.3得点に終わった。
2015-16シーズン、2016年NBAオールスターゲームダンクコンテストにおいて、下馬評を遥かに上回るパフォーマンスを見せ、昨年度王者のザック・ラヴィーンと熱戦を繰り広げた。シーズンの後半は先発に定着した。
2017-18シーズン、2017年10月24日のブルックリン・ネッツ戦、自身初の40得点越えとなる41得点を記録した。シーズン平均で17.6得点、7.9リバウンド、3P成功率33.6%と、飛躍のシーズンとなった。シーズン終了後に制限付きFAとなったが、2018年7月1日にマジックと4年総額8400万ドルで再契約した。
2018-19シーズンは前年に比べてアシストを大幅に伸ばした。自身初のプレーオフに出場したものの、1回戦でトロント・ラプターズに敗れた。
2019-20シーズンは、自身2度目のNBAオールスタースラムダンクコンテストに出場。決勝まで勝ち進み、決勝で身長229cmのタッコ・フォールを飛び越えてダンクを決める驚愕のパフォーマンスを披露。相手のデリック・ジョーンズ・ジュニアよりもインパクトの強いダンクであり、会場中がゴードンの勝利を確信していたが、審査員の判定でジョーンズに1点及ばず敗れ、またも優勝とはならなかった。この判定は物議を醸し、ゴードンも不満を漏らした。またこのシーズン途中の2月に中国のスポーツメーカーである361°とシューズの契約を結んでいる。

### デンバー・ナゲッツ
2021年3月25日にゲイリー・ハリス、R・J・ハンプトン、ドラフト指名権とのトレードで、ゲイリー・クラークと共にデンバー・ナゲッツへ移籍した。オフの9月28日にナゲッツと4年総額9200万ドルで契約延長した。
2022-23シーズンにて、デンバー・ナゲッツのスターティングメンバーの一員としてNBA制覇を達成。
2024-25シーズン、プレーオフ1回戦、ロサンゼルス・クリッパーズとの第4戦では、NBA史上初となるブザービーターダンクを決めて勝利に貢献した。

## プレースタイル
アウトサイド、インサイド共に点を取れるバランスのいい選手。ダンクコンテストからもわかるように、試合中も度々豪快なダンクで会場を湧かせる。チーム事情でSF起用のときは調子が出づらい傾向にある。

## その他
カイリー・アービング主演の映画「アンクル・ドリュー」(2018年)に出演している。
2022年にNetflixにて配信されたNBAを題材とした映画のハッスルに本人役として出演している。

## 個人成績

### NBA

#### レギュラーシーズン
| シーズン | チーム | GP  | GS  | MPG  | FG%  | 3P%  | FT%  | RPG | APG | SPG | BPG | PPG  |
| -------- | ------ | --- | --- | ---- | ---- | ---- | ---- | --- | --- | --- | --- | ---- |
| 2014–15  | ORL    | 47  | 8   | 17.0 | .447 | .271 | .721 | 3.6 | .7  | .4  | .5  | 5.2  |
| 2015–16  | ORL    | 78  | 37  | 23.9 | .473 | .296 | .668 | 6.5 | 1.6 | .8  | .7  | 9.2  |
| 2016–17  | ORL    | 80  | 72  | 28.7 | .454 | .288 | .719 | 5.1 | 1.9 | .8  | .5  | 12.7 |
| 2017–18  | ORL    | 58  | 57  | 32.9 | .434 | .336 | .698 | 7.9 | 2.3 | 1.0 | .8  | 17.6 |
| 2018–19  | ORL    | 78  | 78  | 33.8 | .449 | .349 | .731 | 7.4 | 3.7 | .7  | .7  | 16.0 |
| 2019–20  | ORL    | 62  | 62  | 32.5 | .437 | .308 | .674 | 7.7 | 3.7 | .8  | .6  | 14.4 |
| 2020–21  | ORL    | 25  | 25  | 29.4 | .437 | .375 | .629 | 6.6 | 4.2 | .6  | .8  | 14.6 |
| 2020–21  | DEN    | 25  | 25  | 25.9 | .500 | .266 | .705 | 4.7 | 2.2 | .7  | .6  | 10.2 |
| 2021–22  | DEN    | 75  | 75  | 31.7 | .520 | .335 | .743 | 5.9 | 2.5 | .6  | .6  | 15.0 |
| 2022–23  | DEN    | 68  | 68  | 30.2 | .564 | .347 | .608 | 6.6 | 3.0 | .8  | .8  | 16.3 |
| 2023–24  | DEN    | 73  | 73  | 31.5 | .556 | .290 | .658 | 6.5 | 3.5 | .8  | .6  | 13.9 |
| 2024–25  | DEN    | 51  | 42  | 28.4 | .531 | .436 | .810 | 4.8 | 3.2 | .5  | .3  | 14.7 |
| 通算     | 通算   | 720 | 622 | 29.3 | .484 | .331 | .693 | 6.2 | 2.7 | .7  | .6  | 13.6 |

#### プレーオフ
| シーズン | チーム | GP | GS | MPG  | FG%  | 3P%  | FT%  | RPG | APG | SPG | BPG | PPG  |
| -------- | ------ | -- | -- | ---- | ---- | ---- | ---- | --- | --- | --- | --- | ---- |
| 2019     | ORL    | 5  | 5  | 32.8 | .468 | .400 | .526 | 7.2 | 3.6 | 1.2 | .2  | 15.2 |
| 2021     | DEN    | 10 | 10 | 29.9 | .434 | .391 | .640 | 5.4 | 2.0 | .5  | .3  | 11.1 |
| 2022     | DEN    | 5  | 5  | 32.0 | .426 | .200 | .714 | 7.2 | 2.6 | .4  | 1.2 | 13.8 |
| 2023     | DEN    | 20 | 20 | 35.7 | .518 | .391 | .652 | 6.0 | 2.6 | .6  | .7  | 13.3 |
| 2024     | DEN    | 12 | 12 | 37.1 | .585 | .407 | .821 | 7.3 | 4.4 | .8  | .6  | 14.3 |
| 2025     | DEN    | 14 | 14 | 37.3 | .485 | .379 | .860 | 7.6 | 2.7 | .6  | .4  | 16.2 |
| 通算     | 通算   | 66 | 66 | 34.9 | .498 | .376 | .717 | 6.7 | 2.9 | .6  | .5  | 13.9 |

### カレッジ
| シーズン | チーム   | GP | GS | MPG  | FG%  | 3P%  | FT%  | RPG | APG | SPG | BPG | PPG  |
| -------- | -------- | -- | -- | ---- | ---- | ---- | ---- | --- | --- | --- | --- | ---- |
| 2013-14  | アリゾナ | 38 | 38 | 31.2 | .495 | .356 | .422 | 8.0 | 2.0 | .9  | 1.0 | 12.4 |

## ディスコグラフィー
- Pull Up（2020年、ラッパーのモーとのタイアップ）
- 9 OUT OF 10（2020年）
- LVL UP（2020年、ラッパーのモーとのタイアップ）